# Dokumentáció
A dokumentáció minden olyan kommunikálható anyag, amelyet egy tárgy, rendszer vagy eljárás egyes jellemzőinek leírására, magyarázatára vagy oktatására használnak, mint például annak részei, összeszerelése, telepítése, karbantartása és használata. A tudásmenedzsment és a tudásszervezés egy formájaként a dokumentáció papíron, online, vagy digitális vagy analóg médián, mint például hangszalag vagy CD, is elérhető. Példák erre a felhasználói útmutatók, fehér könyvek, online súgók és gyorsreferencia útmutatók. A papír alapú vagy nyomtatott dokumentáció egyre ritkábbá vált. A dokumentációt gyakran weboldalakon, szoftvertermékeken és egyéb online alkalmazásokon keresztül terjesztik.
A dokumentáció, mint oktatási anyagok összessége, nem tévesztendő össze a dokumentációtudománnyal, amely az információ rögzítésének és visszakeresésének tanulmányozásával foglalkozik.

## A dokumentáció készítésének elvei
Bár a Nemzetközi Szabványügyi Szervezet (ISO) kapcsolódó szabványai nem könnyen elérhetők nyilvánosan, más forrásokból származó útmutatók is megfelelően szolgálhatják ezt a célt.
A dokumentáció fejlesztése magában foglalhatja a dokumentum megfogalmazását, formázását, benyújtását, felülvizsgálatát, jóváhagyását, terjesztését, újraközlését és nyomon követését, stb., és szabályozott iparágakban a kapcsolódó szabványos működési eljárás szerint zajlik. Ez magában foglalhatja a tartalom nulláról történő létrehozását is. A dokumentációnak könnyen olvashatónak és érthetőnek kell lennie. Ha túl hosszú és túl bőbeszédű, félreérthető vagy figyelmen kívül hagyható lehet. Világos, tömör szavakat kell használni, és a mondatokat legfeljebb 15 szóra kell korlátozni. Az általános közönség számára szánt dokumentációban kerülni kell a nemspecifikus kifejezéseket és a kulturális elfogultságokat. Az eljárások sorozatában a lépéseket egyértelműen számozni kell.

## Dokumentáció készítése
A műszaki írók és vállalati kommunikátorok olyan szakemberek, akiknek szakterülete és munkája a dokumentáció. Ideális esetben a műszaki írók háttérrel rendelkeznek mind a témában, mind pedig az írásban, tartalomkezelésben és információs architektúrában. A műszaki írók gyakrabban működnek együtt téma szakértőkkel, mint például mérnökökkel, műszaki szakemberekkel, orvosi szakemberekkel stb., hogy meghatározzák és létrehozzák a felhasználók igényeinek megfelelő dokumentációt. A vállalati kommunikáció más típusú írásos dokumentációt is magában foglal, például:
- Marketingkommunikáció (MarCom): A MarCom írók arra törekszenek, hogy a cég értékajánlatát különféle nyomtatott, elektronikus és közösségi médiákon keresztül közvetítsék. Ez a vállalati írás területe gyakran foglalkozik ajánlatokra való válaszadással. Műszaki kommunikáció (TechCom): A műszaki írók a cég termékét vagy szolgáltatását dokumentálják. A műszaki kiadványok tartalmazhatnak felhasználói útmutatókat, telepítési és konfigurációs kézikönyveket, valamint hibaelhárítási és javítási eljárásokat. Jogi írás: Ezt a dokumentációt gyakran ügyvédek vagy jogi asszisztensek készítik. Megfelelőségi dokumentáció: Ez a típusú dokumentáció szabványos működési eljárásokat rögzít bármely szabályozási megfelelési igényre, például biztonsági jóváhagyásra, adózásra, finanszírozásra és műszaki jóváhagyásra vonatkozóan. Egészségügyi dokumentáció: Ez a dokumentációs terület magában foglalja az egészségügyi ellátás során bekövetkezett események időben történő rögzítését és érvényesítését.[1]

## Dokumentáció a számítástechnikában

### Típusok
A következő tipikus szoftverdokumentációs típusok vannak:
- Ajánlatkérés
- Követelmények / munkanyilatkozat / munkakör
- Szoftver tervezés és funkcionális specifikáció
- Rendszertervezés és funkcionális specifikációk
- Változáskezelés, hiba- és fejlesztéskövetés
- Felhasználói elfogadási teszt
- Manpages

A következő tipikus hardver- és szervizdokumentáció típusok találhatók:
- Hálózati diagramok
- Hálózati térképek
- Adatlap informatikai rendszerekhez ( szerver, switch, pl.)
- Szolgáltatáskatalógus és szolgáltatásportfólió ( Informatikai Infrastruktúra Könyvtár )

### Software Documentation Folder (SDF) eszköz
Egy gyakori típusú szoftverdokumentum, amelyet a szimulációs iparban írnak, az SDF. Amikor szimulátorhoz fejlesztenek szoftvert – amely kiterjedhet beágyazott avionikai eszközöktől a 3D terepadatbázisokon át a teljes mozgásvezérlő rendszerekig –, a mérnök egy jegyzetfüzetben részletezi a projekt vagy modul fejlesztését, azaz "az építést". A dokumentum lehet egy wiki oldal, Microsoft Word dokumentum vagy más környezet. Tartalmaznia kell egy követelmények szekciót és egy interfész szekciót, amely részletezi a szoftver kommunikációs interfészét. Gyakran egy jegyzetek szekciót is használnak, amelyben részletezik a koncepció bizonyítását, valamint nyomon követik a hibákat és a fejlesztéseket. Végül egy tesztelési szekciót, amely dokumentálja, hogyan tesztelték a szoftvert. Ez dokumentálja az ügyfél követelményeinek való megfelelést. Az eredmény egy részletes leírás arról, hogyan van tervezve a szoftver, hogyan kell felépíteni és telepíteni a szoftvert a céleszközre, valamint az ismert hibákat és megoldásokat. Ez az építési dokumentum lehetővé teszi a jövőbeni fejlesztők és karbantartók számára, hogy gyorsan megismerjék a szoftvert, és útmutatót nyújt a kód módosításához vagy a hibák kereséséhez.

### Szoftvereszközök a hálózati leltárhoz és konfigurációhoz
Ezek a szoftveres eszközök automatikusan gyűjthetnek adatokat a hálózati eszközeiről. Az adatok lehetnek leltári és konfigurációs információk. Az Information Technology Infrastructure Library (ITIL) előírja egy ilyen adatbázis létrehozását, amely az összes információ alapjául szolgál az IT-felelősök számára. Ez az adatbázis az IT-dokumentáció alapja is. Példák erre a XIA Configuration.

## Dokumentáció a büntető igazságszolgáltatásban
A "dokumentáció" az előnyben részesített kifejezés a bűnügyi adatbázisok feltöltésének folyamatára. Példák erre a Nemzeti Terrorizmusellenes Központ Terrorista Identitások Adatbázisa, a szexuális bűnelkövetők nyilvántartásai és a banda adatbázisok.

## Dokumentáció a kisgyermekkori nevelésben
A dokumentáció a kisgyermekkori nevelés területén az, „amikor észrevesszük és értékeljük a gyermekek ötleteit, gondolkodását, kérdéseit és elméleteit a világról, majd összegyűjtjük munkájuk nyomait (rajzok, fényképek a gyermekekről cselekvés közben, szavaik leiratai), hogy megoszthassuk a szélesebb közösséggel”.
A dokumentáció tehát egy olyan folyamat, amely a pedagógusnak a gyermekről/gyermekekről szerzett tudását és tanulását összekapcsolja a családokkal, más munkatársakkal, sőt magukkal a gyermekekkel is.
A dokumentáció a vizsgálat körforgásának szerves része - megfigyelés, reflexió, dokumentálás, megosztás és reagálás.
A pedagógiai dokumentáció a tanári dokumentációt tekintve a „gyerekek megértésében való mozgalom tanári története”. Stephanie Cox Suarez szerint a "Dokumentáció – Perspektíváink átalakítása" című könyvében "a tanárokat kutatóknak tekintik, a dokumentáció pedig olyan kutatási eszköz, amely támogatja a tudásépítést gyermekek és felnőttek körében".
A dokumentáció sokféle stílusban készülhet az osztályteremben. Az alábbiakban bemutatjuk azokat a módokat, amelyekkel a dokumentáció láthatóvá teheti a kutatást vagy a tanulást:
1. Dokumentációs panelek (hirdetőtábla-szerű prezentáció több képpel és leírással a projektről vagy eseményről).
2. Napi napló (egy minden nap vezetett napló, amely rögzíti a játékot és a tanulást az osztályteremben)
3. A gyerekek által vagy a gyerekekkel közösen készített dokumentáció (a gyerekek dokumentálása során történő megfigyelésekor a megfigyelés gyermeklencséje kerül felhasználásra a tényleges dokumentációban)
4. Egyéni portfóliók (az egyes gyermekek fejlődésének nyomon követésére és kiemelésére használt dokumentáció)
5. Elektronikus dokumentáció (alkalmazások és eszközök használata a dokumentumok családokkal és munkatársaival való megosztására)
6. Beszélgetések átirata vagy felvétele (a rögzítés a dokumentációban mélyebb reflexiókat eredményezhet mind a pedagógus, mind a gyermek számára)
7. Tanulási történetek (egy narratíva, amelyet „a tanulás leírására használnak, és segítik a gyerekeket abban, hogy erős tanulónak tekintsék magukat”[3]
8. Az osztályterem mint dokumentáció (egy tanterem fizikai környezetének reflexiói és dokumentálása).[3]

A dokumentáció természetesen önmagában is egy folyamat, és a pedagóguson belül is egy folyamat. A következőkben a dokumentáció fejlődését mutatjuk be, ahogyan az a pedagógus számára és magában a pedagógusban előrehalad:
- A dokumentálási szokások kialakítása
- Legyen kényelmes a nyilvánosság elé tárásban a tevékenységek beszámolójával
- Fejleszti a vizuális műveltséget
- Fogalmazzuk meg a dokumentálás célját a tanulási stílusok láthatóvá tételeként, és
- Ossza meg látható elméletet értelmezési célokra és a tananyag további tervezésére.[5]

## Fordítás
Ez a szócikk részben vagy egészben  a   Documentation című angol Wikipédia-szócikk ezen változatának fordításán alapul.  Az eredeti cikk szerkesztőit annak laptörténete sorolja fel. Ez a jelzés csupán a megfogalmazás eredetét és a szerzői jogokat jelzi, nem szolgál a cikkben szereplő információk forrásmegjelöléseként.